# Classicisme

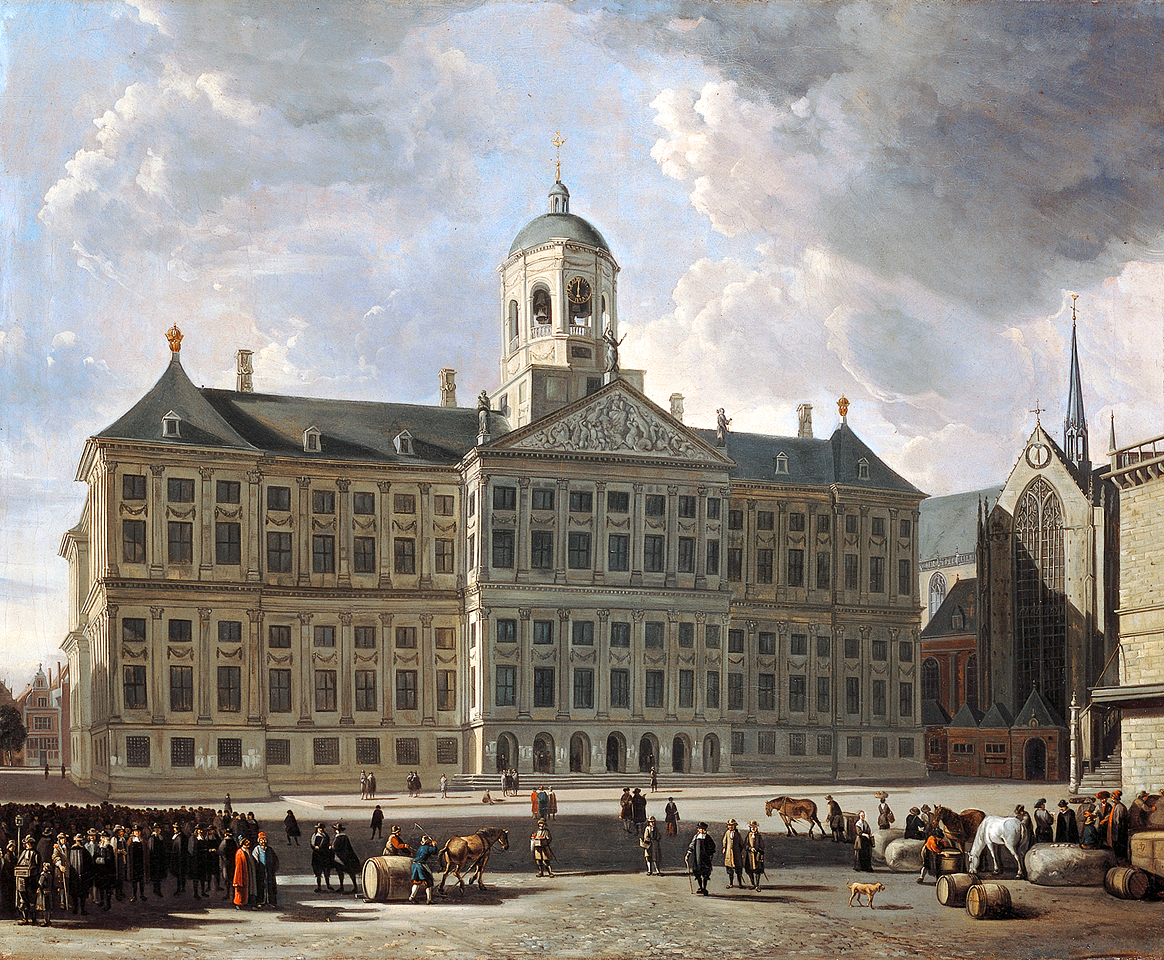
Het classicistische Paleis op de Dam (1648-65), ontworpen door Jacob van Campen, geschilderd in 1673 in classicistische stijl door Gerrit Berckheyde

Het classicisme is een culturele en artistieke stijlperiode, die tussen ca. 1640 en 1720 een terugkeer naar de klassieke Griekse en Romeinse voorbeelden voorstond. De esthetiek van de stijl streefde naar perfectie en evenwicht. Men steunde daarbij op het principe van de rede. De grote meesters van de renaissance dienden ook in hoge mate als voorbeeld voor de classicisten. Het classicisme behoort qua tijd tot de stijlperiode van de barok, hoewel het zich daar tegen afzet zoals het zich afzette tegen de overdaad van het maniërisme.

## Begripsverklaring
Classicisme is een lastige term die in feite alleen maar duidt op een terugkeer naar de klassieken, maar die in verschillende delen van Europa niet altijd naar dezelfde periode binnen de kunstgeschiedenis verwijst. Zo wordt het palladianisme, dat vooral in Italië en het Verenigd Koninkrijk navolging vond, soms wel en soms niet bij het classicisme gerekend. In Duitstalige landen en in Oost-Europa wordt met Klassizismus de periode van het neoclassicisme bedoeld, dat in feite een nieuwe golf van classicisme is aan het einde van de 18e eeuw. In de meeste andere landen wordt de term classicisme specifiek voor de periode tussen 1640 en 1720 gebruikt. In Duitsland, België, Nederland en Scandinavië is ook de term classicistische barok voor deze periode in zwang. De 17e-eeuwse architectuur van de Noordelijke Nederlanden wordt meestal aangeduid met Hollands classicisme.

## Schilderkunst
De thema's in de classicistische schilder- en beeldhouwkunst zijn vaak ontleend aan de antieke geschiedenis en de mythologie en zijn soms moralistisch of heroïsch van aard. In Italië kunnen zowel de navolgers van de grote renaissance schilders, als de caravaggisten tot het classicisme gerekend worden, zoals Salvator Rosa en, wat later, de graficus Giovanni Battista Piranesi.
In Frankrijk waren Nicolas Poussin, Claude Lorrain, Philippe de Champaigne, Charles Alphonse du Fresnoy en Charles Le Brun de bekendste classicisten. In de Nederlanden kunnen Gerard van Honthorst, Gerard Seghers en Gerard de Lairesse tot het classicisme gerekend worden. Ook van de architect Pieter Post zijn enkele schilderijen bekend.

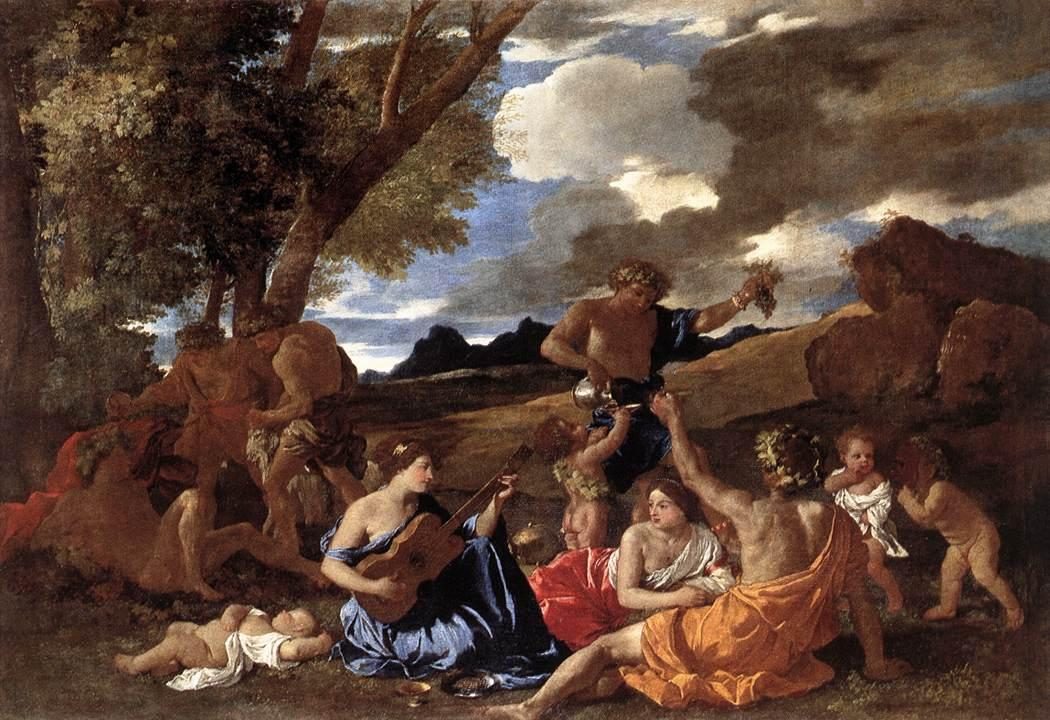
Poussin: Bacchanaal, ca.1630
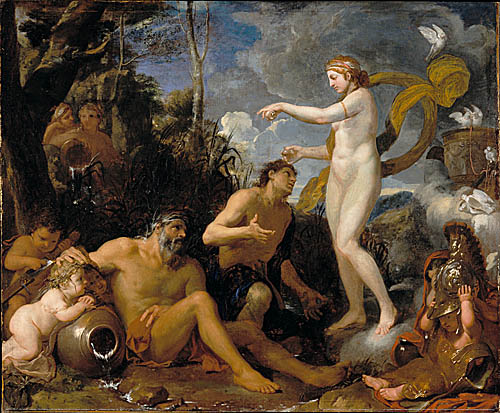
Le Brun: Vergoddelijking van Aeneas, ca.1644
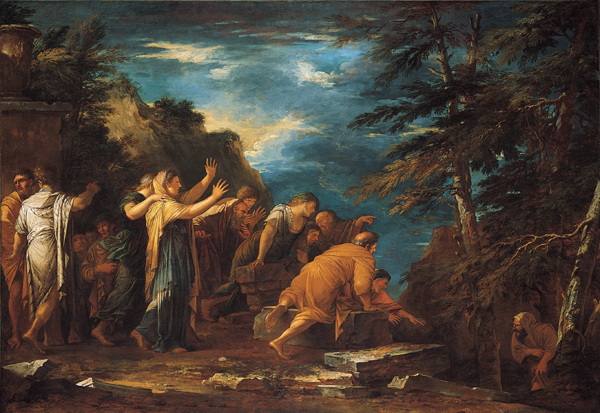
Rosa: Pythagoras uit de onderwereld, 1665
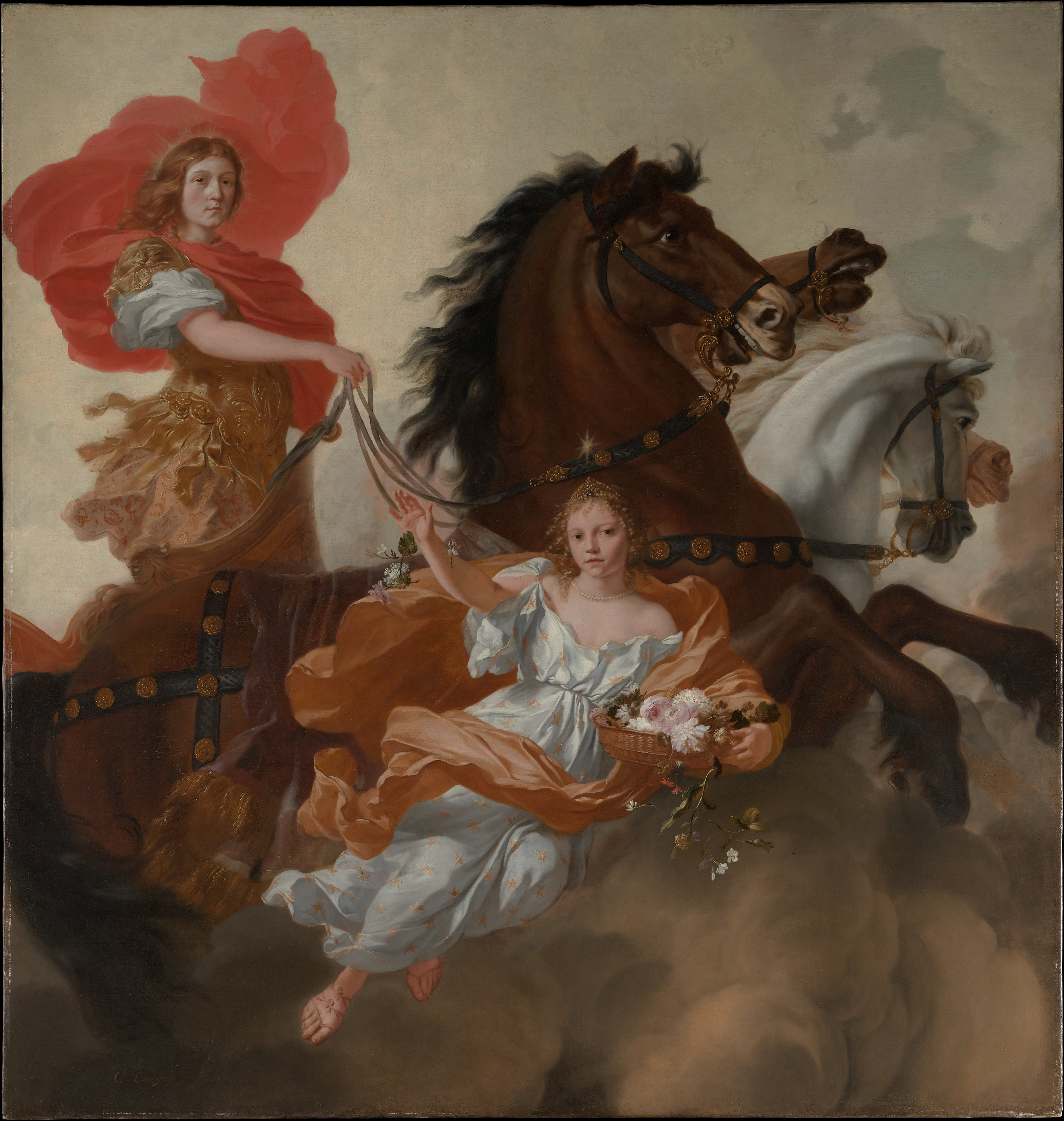
De Lairesse: Apollo en Aurora, 1671

## Beeldhouwkunst
In de beeldhouwkunst steunt de compositie op relatief eenvoudige vormen (in vergelijking met barok en rococo). Dominant aanwezig zijn monumentaliteit, klassieke vormen, duidelijke contourlijnen en natuurlijk coloriet.
Belangrijke beeldhouwers zijn de Italianen Gian Lorenzo Bernini en Alessandro Algardi, de Fransen Martin Desjardins en Michel Anguier, en de (Zuid-)Nederlanders Frans Duquesnoy, Artus Quellinus en Rombout Verhulst.

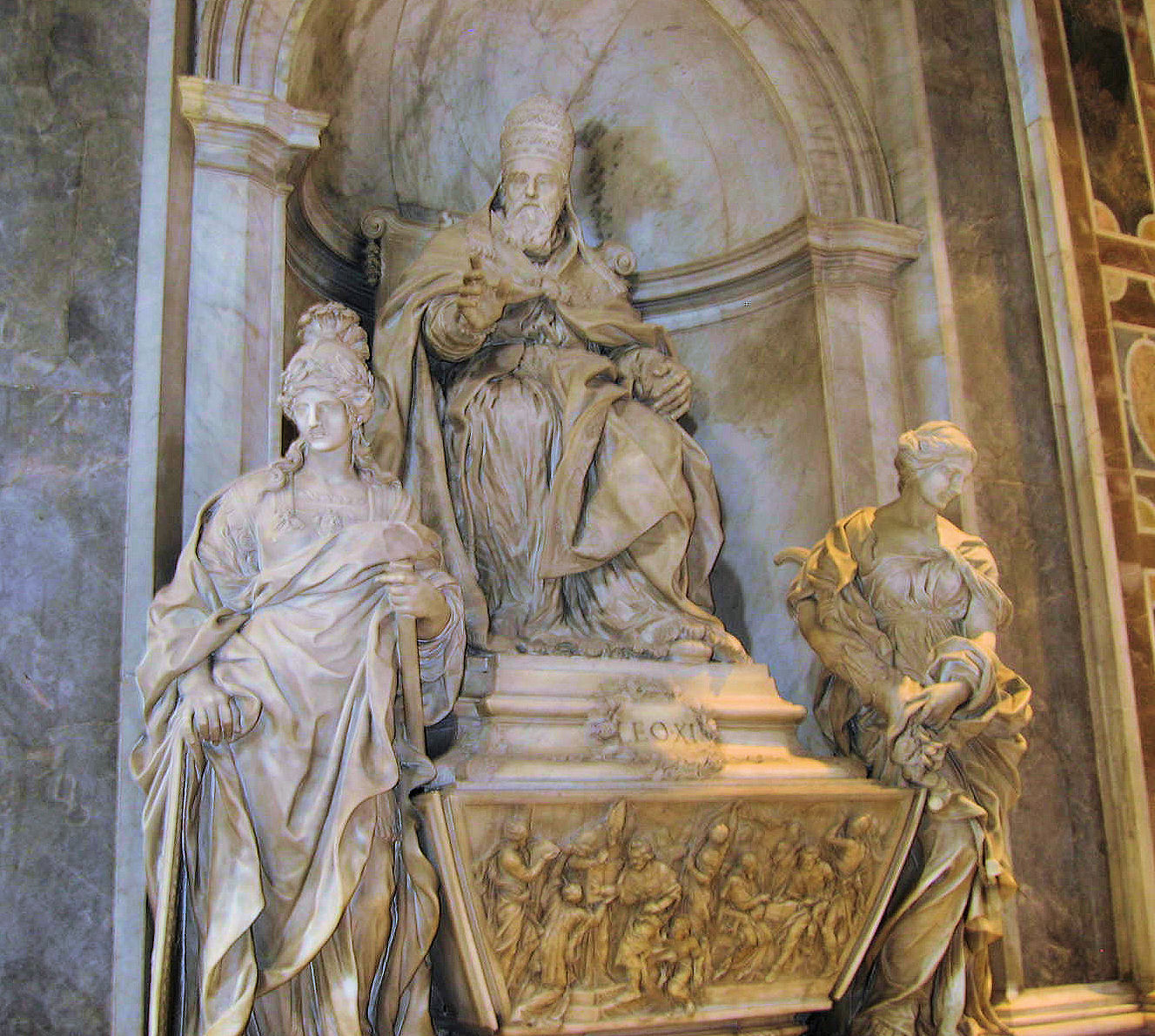
Algardi: Praalgraf van Paus Leo XI, 1640-44
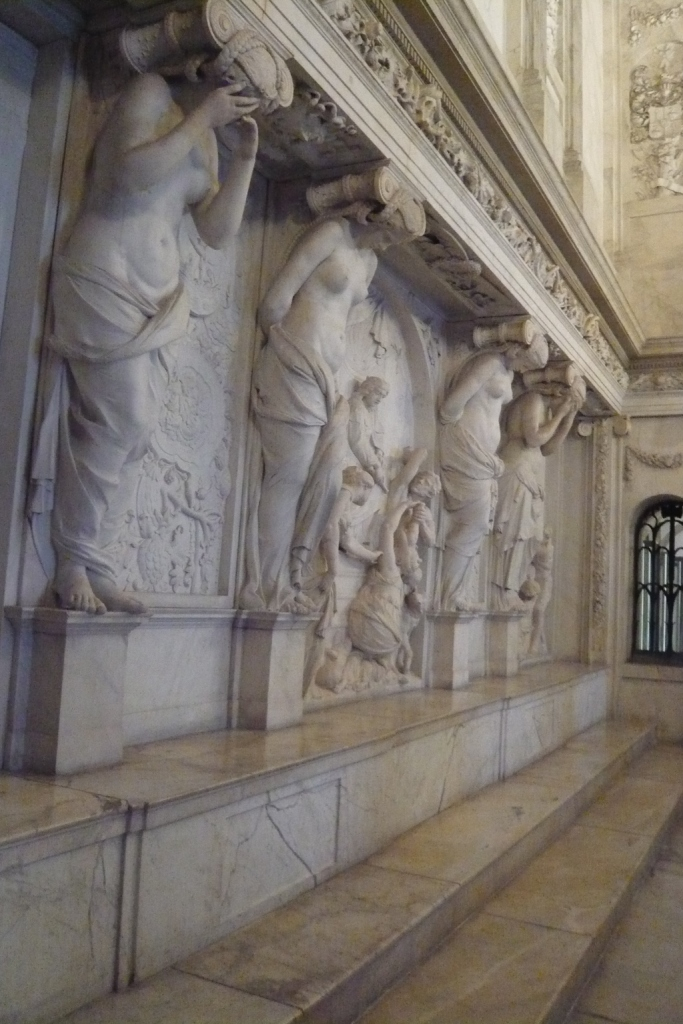
Quellinus: Vierschaar, Paleis op de Dam, Amsterdam, ca.1660
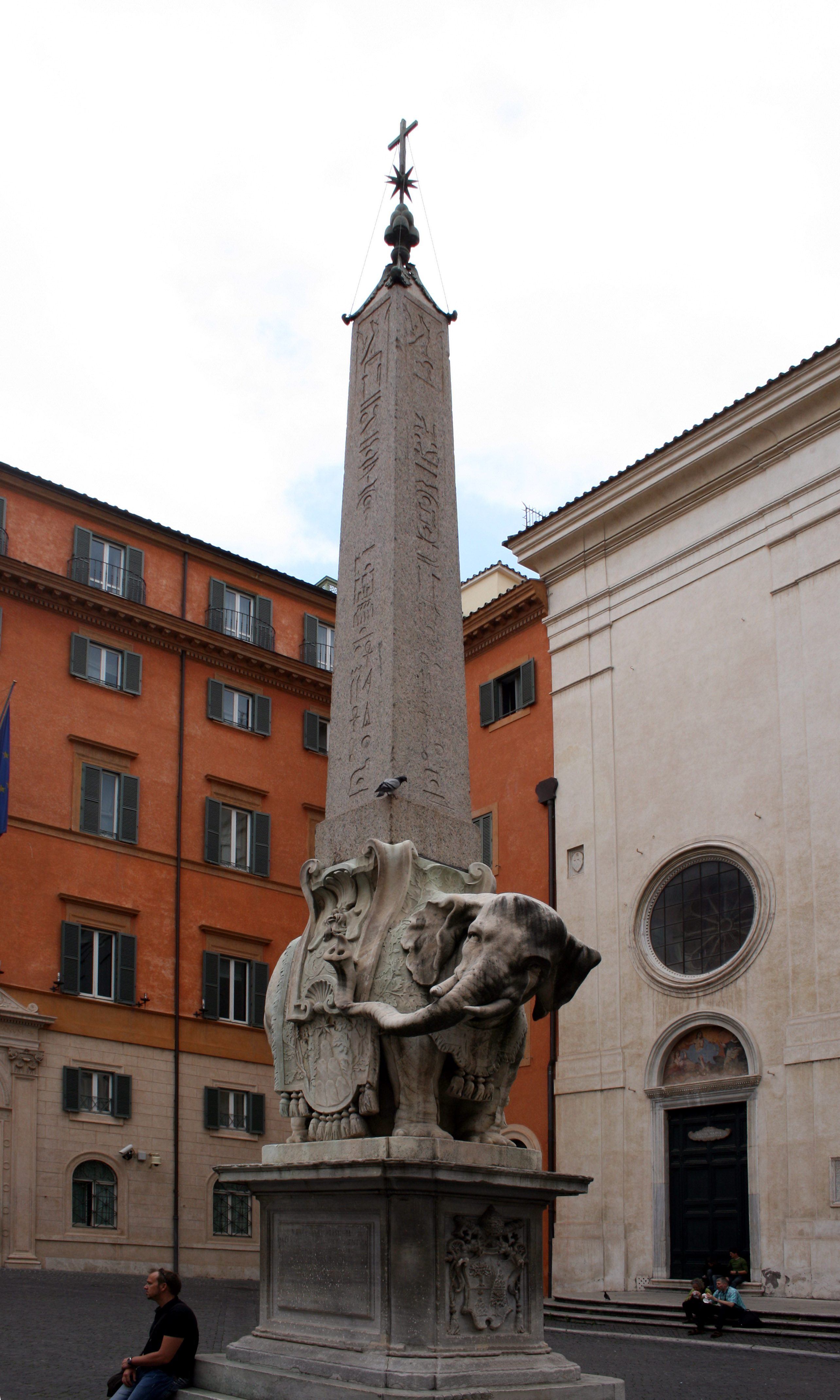
Bernini: Olifantje van Bernini, Rome, 1667
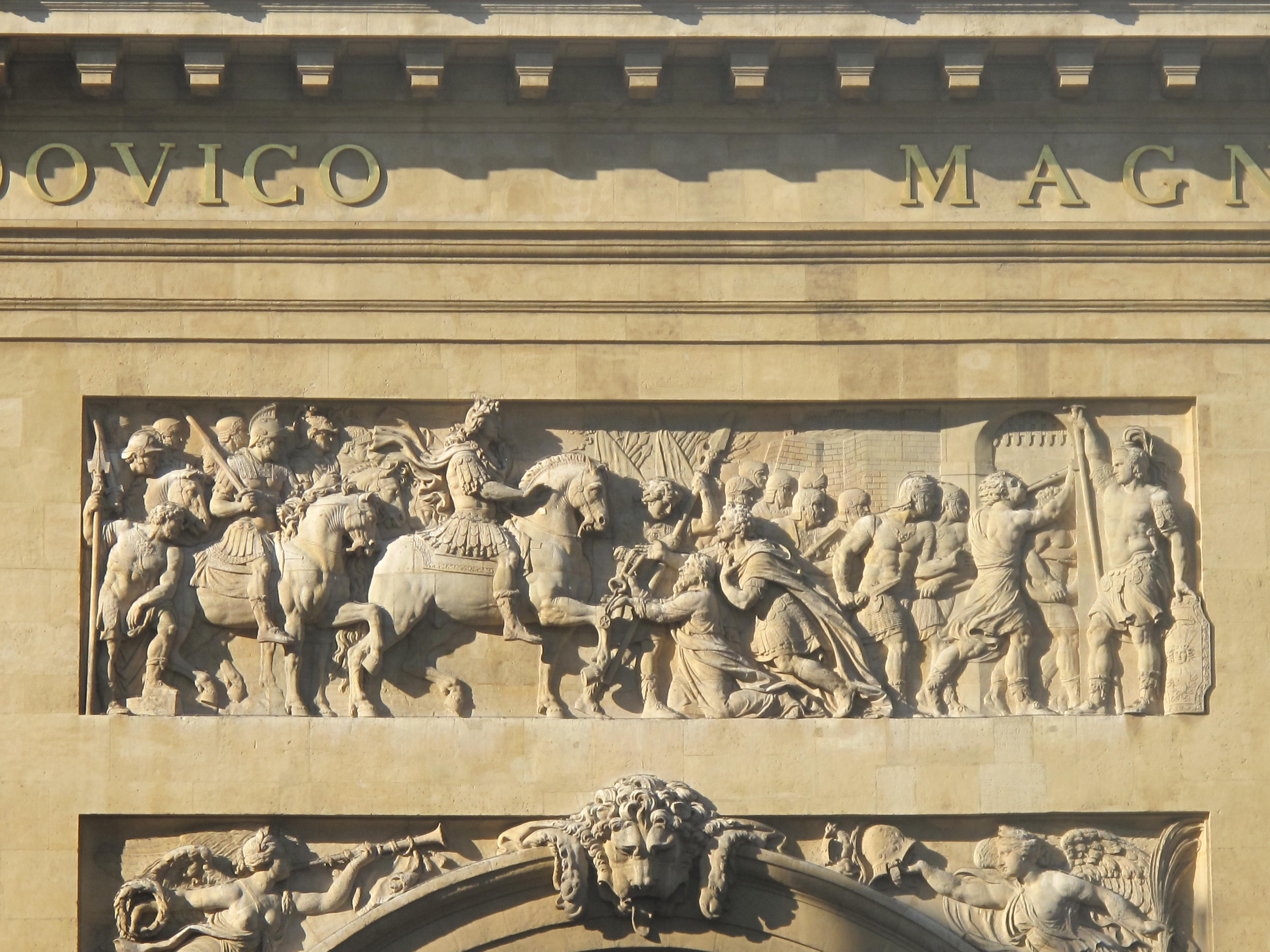
Anguier: Inname van Maastricht, Porte Saint-Denis, Parijs, 1673

## Architectuur
De bouwkunst van de klassieke oudheid was een inspiratiebron voor de architecten die de Italiaanse renaissance inluidden, zoals Filippo Brunelleschi. Een architect die zeer veel invloed zou uitoefenen op de classicistische bouwstijl was Andrea Palladio (1508–1580). Vooral in Engeland zou het palladianisme nog tot ver in de 18e eeuw navolging vinden. In de classicistische architectuur worden vaste verhoudingen in de compositie toegepast en zijn de zuil, de pilaster en het fronton de belangrijkste bouwelementen.
Belangrijke bouwmeesters van de classicistische barok zijn de Italiaan Gian Lorenzo Bernini, de Fransen Louis Le Vau, Claude Perrault en Jules Hardouin-Mansart en de Britten Christopher Wren, Nicholas Hawksmoor en John Vanbrugh. In de Republiek der Zeven Verenigde Nederlanden beleefde het Hollands classicisme zijn bloeitijd van 1625 tot 1665. Belangrijke architecten waren Jacob van Campen, Pieter Post, Daniël Stalpaert en Philips en Justus Vingboons.

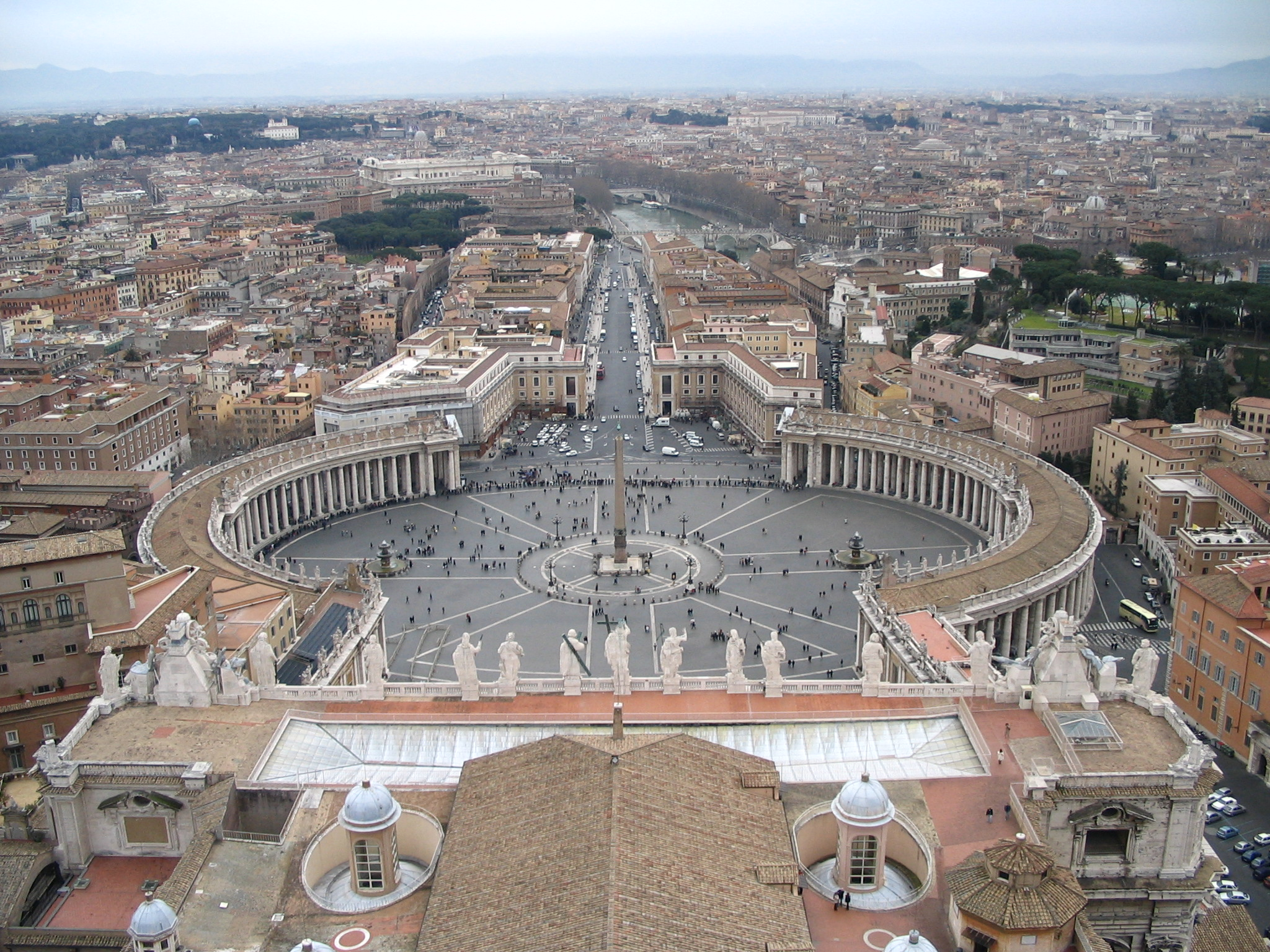
Bernini: Sint-Pietersplein, Rome, 1656-67
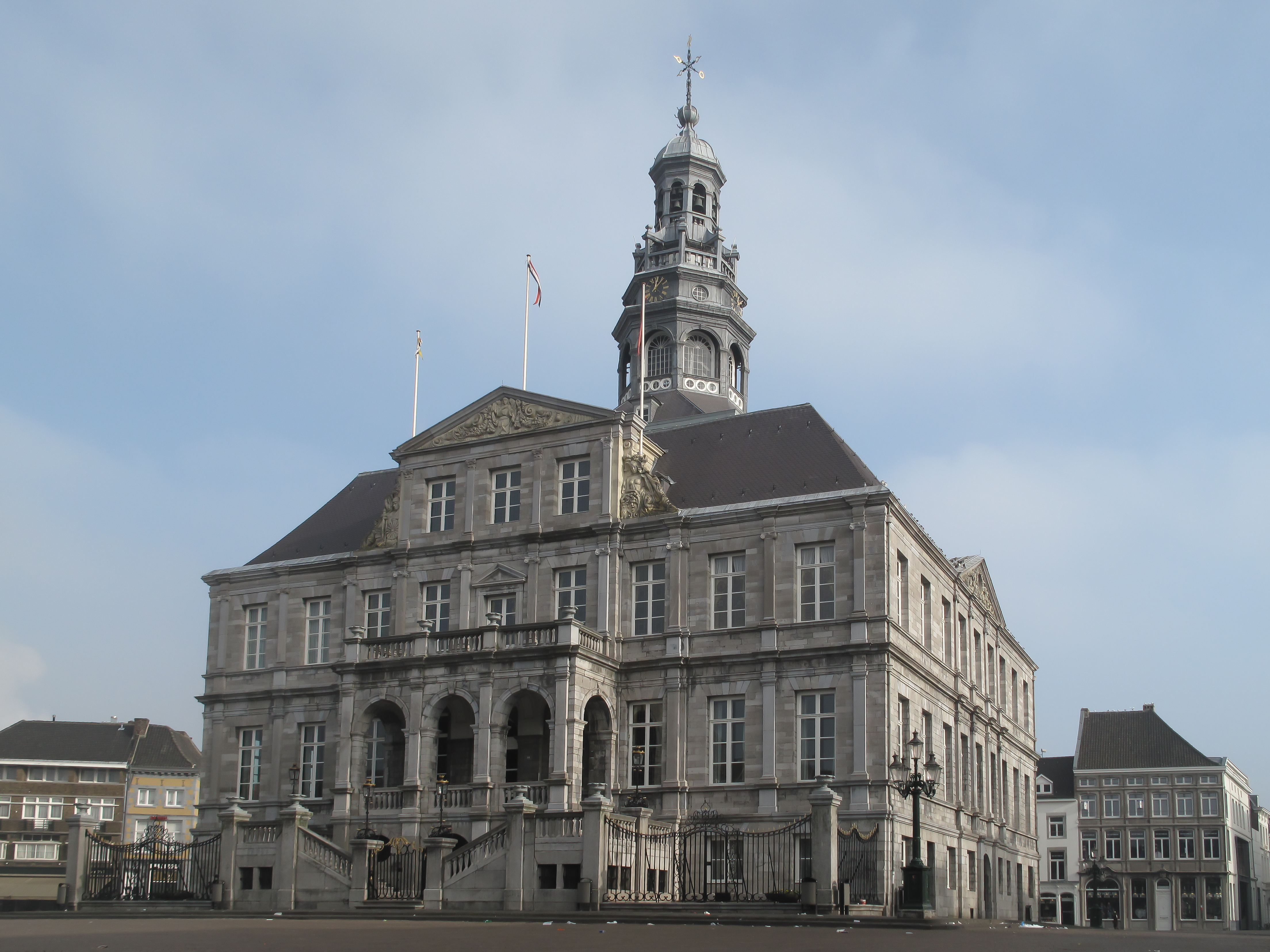
Post: Stadhuis van Maastricht, 1659-84
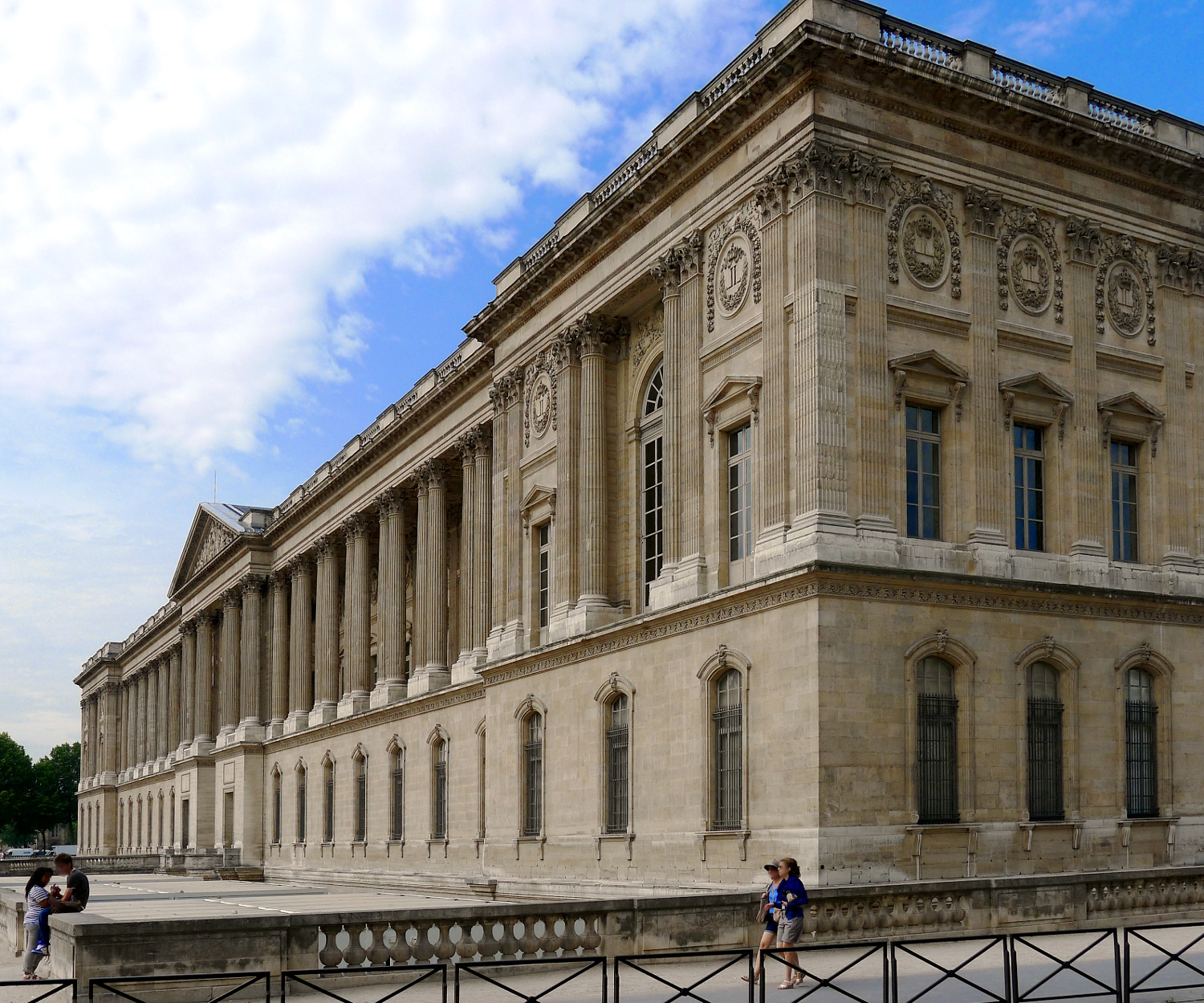
Perrault: oostvleugel Louvre, Parijs, 1665-80
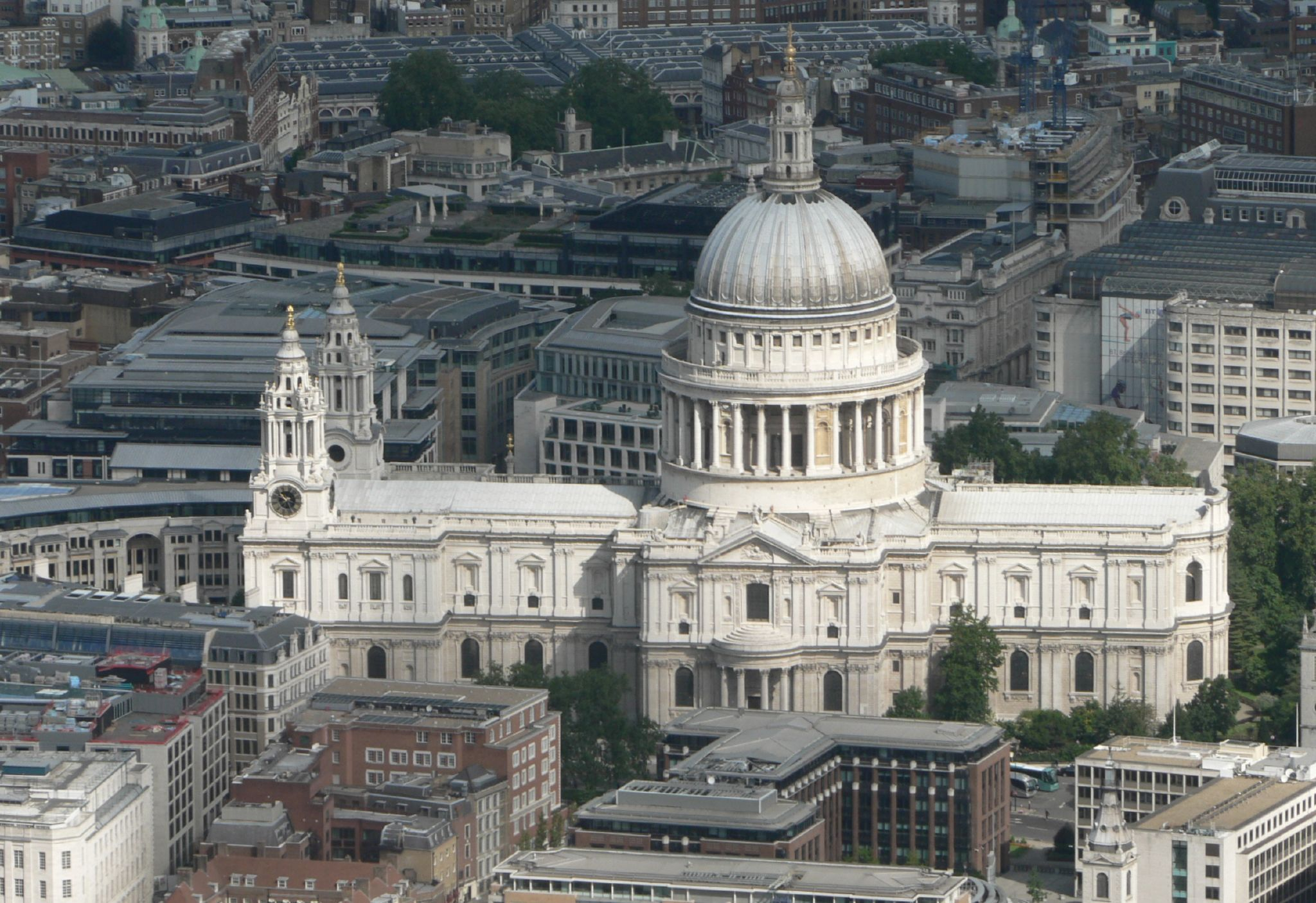
Wren: St Paul's Cathedral, Londen, 1675-1710